# 대구덕성초등학교
대구덕성초등학교는 대한민국 대구광역시 동구 신암동에 있는 초등학교다. 교화는 국화찬 기후에 강한 겨레의 꽃, 아름다운 마음과 박애정신, 교목은 느티나무뿌리깊고 줄이 강한 수목으로 꿋꿋한 정신과 강인한 체력, 불변의 끈기와 굳건한 정신이다.

## 연혁
- 1984년 3월 1일 : 대구아양국민학교에서 분리 개교
- 1984년 6월 26일 : 신축공사(현위치)로 이전 개교

## 참고 자료
- 대구덕성초등학교 - 한국교육학술정보원 학교알리미